# Skinhead

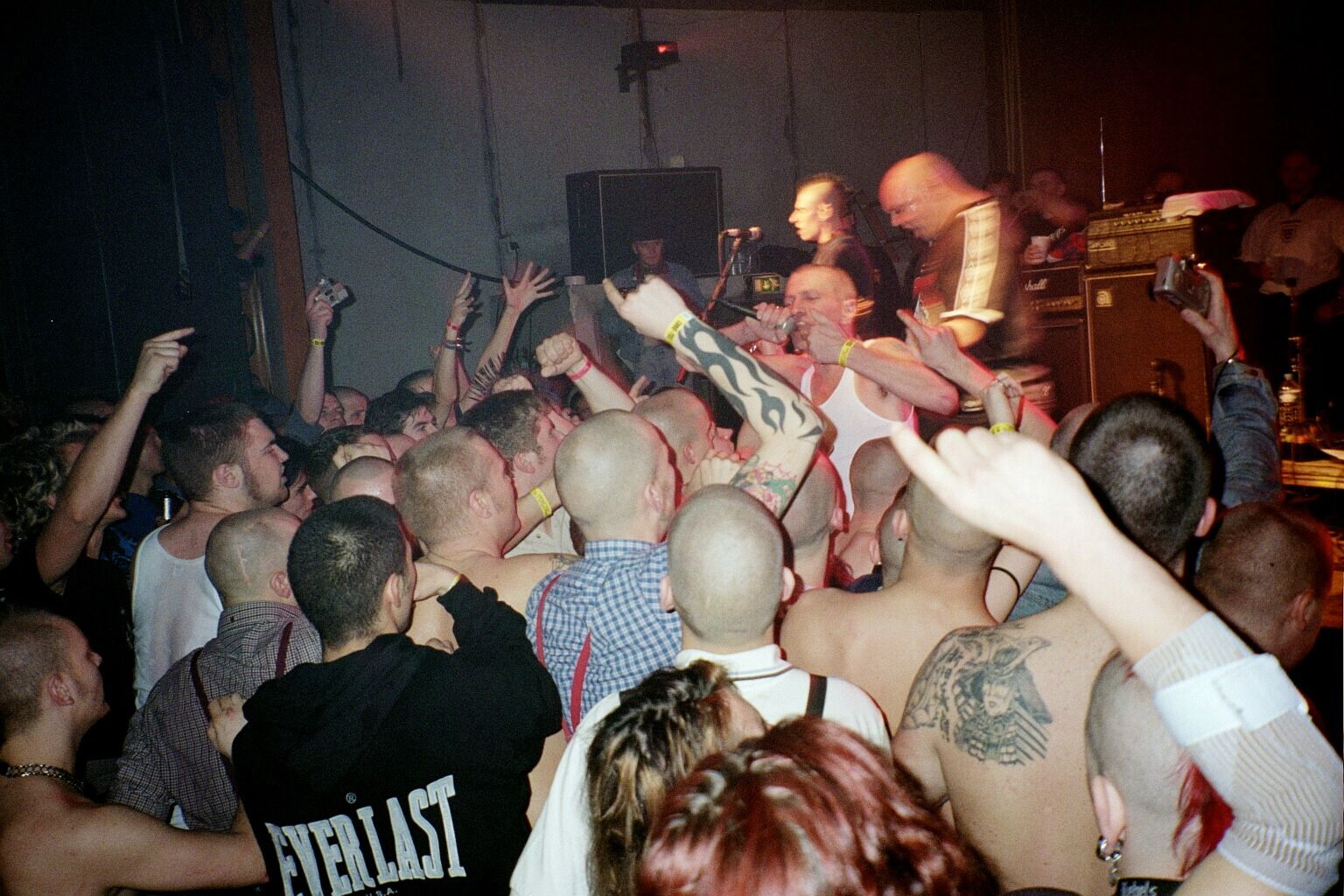
Trobada a Berlín de skinheads al 2003.

Els skinheads o caps rapats formen una subcultura originada al Regne Unit a la fi dels anys 1960. Contràriament a la creença popular, el moviment skinhead no és un moviment racista o d'extrema dreta. Els seus orígens són obrers i més aviat multiracials, ja que una gran influència pels primers skinheads van ser els joves jamaicans que havien immigrat al Regne Unit al llarg dels anys 60. Des dels seus orígens el moviment skinhead ha anat evolucionant. No obstant això, l'essència del moviment skinhead és el d'una subcultura obrera de carrer, centrada bàsicament en la música, l'alcohol, la violència i l'orgull obrer (Working Class).

## Orígens
El moviment skinhead va sorgir com a resultat d'una radicalització del moviment mod i de la influència que aquest va rebre dels rude-boys. Els mods eren joves britànics que compartien gustos en la forma de vestir -elegant- i la música -habitualment negra. Els mods també es caracteritzaven per les seves motos, els escúters, i el seu "amor" cap a la violència. D'altra banda, els rude-boys eren joves jamaicans que havien immigrat al Regne Unit i que estaven igualment interessats en la roba, la música negra i la violència. Es vestien de forma elegant amb un cert estil tipus gàngster i escoltaven ska, rocksteady i reggae.
Els mods i els rude-boys, que ja coincidien a les sales de ball on escoltaven música negra, aviat van ajuntar-se per compartir interessos. Llavors, per diverses raons una part del moviment mod va evolucionar i va donar origen al moviment skinhead. Els mods amb orígens més treballadors, que ja es diferenciaven de la resta per la seva forma de vestir més pràctica i fidel a la seva condició obrera (botes amb punta de ferro, tirants, etcètera), van radicalitzar la seva estètica per diferenciar-se dels hippies i dels mods que es passaven a aquesta nova moda -molts d'ells de classe mitjana-alta-, tornant-la encara més proletària. Alhora, els futurs skinheads es van tancar més en la seva subcultura, que compartien en gran part amb els rude-boys. Es diu que el cap rapat ve de la influència dels rude-boys, que també el portaven rapat. D'altra banda, també es discuteix que el cap rapat era per raons més pràctiques, perquè no destorbés a la feina o en mig d'una baralla al carrer. No obstant això, el que més unia els skinheads i els rude-boys era la música: la influència dels skins era tan gran que fins i tot es va crear un subgénere musical anomenat skinhead-reggae. Així mateix, en aquella època era normal veure skinheads negres.
A finals dels anys 70 van sorgir dues noves onades de música skinhead, una d'elles totalment nova: l'ska Two-Tone, influenciat pel jove moviment punk i la seva música, el punk-rock, representà una evolució de l'ska dels 60, tornant-se més ràpid, amb un so més aspre i una atmosfera més de carrer. L'ska Two-Tone va comptar amb una presència molt més considerable de músics blancs, més que res anglesos. Els grups més representatius d'aquest estil són The Specials, The Selecter, The Beat, Madness i Bad Manners. D'altra banda, el punk-rock amb un concepte i una atmosfera més centrada en la classe obrera va passar a ser conegut com a streetpunk i més tard com a Oi!, tornant-se el vincle d'unió entre punks i skinheads. D'aquesta manera es creen dues "escoles", la de l'esperit del 69 (skinheads tradicionals relacionats amb els rude-boys i la música jamaicana) i la de l'Oi! (skinheads relacionats amb el punk).
Els anys 80 representen l'arribada de la política al moviment en el moment que molts skinheads són reclutats pel National Front anglès, una organització racista d'extrema dreta. Molts skinheads, com a reacció, s'uneixen o creen organitzacions antiracistes o d'extrema esquerra, anomenats redskins, formant-se organitzacions antifeixistes, comunistes, anarquistes amb cert abast mundial com per exemple RASH (skinheads rojos i anarquistes) o SHARP (skinheads contra els prejudicis racials). D'extrema dreta es creen grups com els Hammerskins o Blood & Honour, liderat per Ian Stuart, cantant i líder del grup Skrewdriver.

## Catalunya
Als Països Catalans, els primers skinheads van aparèixer a Barcelona. De l'escena musical d'aquells anys en destaquen els noms de Decibelios i Skatalà, els integrants dels quals van compartir moltes coses en els seus orígens però van seguir camins divergents fins al punt que, en el cas dels primers, fa dècades que se’ls considera responsables de la proliferació dels skins neonazis.
Decibelios no volien ser una banda de i per a skins, però, tot i tenir força seguidors punks, per als skinheads eren l'única banda que hi coincidia musicalment i estètica. Emulant els anglesos amb la Union Jack, van incorporar la bandera espanyola als seus símbols. Els punks ho entenien, ells havien dut esvàstiques pel mateix motiu: per provocar. La convivència entre punks i skins era tan bona que, quan es van produir les primeres okupacions a Gràcia i Vallcarca, alguns rapats hi van arribar a dormir.
Aleshores, però, va aparèixer una segona onada de skinheads, molt més joves i nombrosos, que es van polititzar ràpidament. Això va començar a causar problemes no sols amb els punks sinó també amb els altres skins perquè, per exemple, es queixaven dels qui parlaven en català. Tot i que mai els van encoratjar directament, el posicionament neutre de Decibelios envers els neonazis els va permetre créixer i, amb els anys, se’ls ha fet responsables.
Els Skatalà, en canvi, mai no van permetre la presència de nazis als seus concerts, en un enregistrament en directe fins i tot es pot sentir Gallart dient “no oblideu mai que un nazi, per molt culer que sigui, continua sent un puto nazi”. La primavera de 1986, Skatalà havia actuat al País Basc, on va entrar en contacte amb grups com RIP, Kortatu o Cicatriz. Tot i que la seva fusió entre Oi! i ska no tenia escena pròpia, comptava amb la complicitat dels punks, amb qui compartien actitud i que van ser, juntament amb alguns skinheads, la base dels fans que els va acompanyar fins a la seva separació el 1997, després de sembrar una llavor que encara dona fruits a hores d'ara en forma de bandes orientades als ritmes jamaicans.

## Alemanya
A la dècada dels vuitanta, les baralles al carrer van esclatar regularment a l'Alemanya Occidental entre els skinheads i membres del moviment juvenil antifeixista anomenat Antifa. Els neonazis alemanys, liderats per Michael Kühnen, van intentar expandir les seves files amb nous membres de la creixent escena skinhead. Amb el suport d'aquests joves votants, els partits de dreta a Alemanya van tenir un bon resultat a les eleccions de 1989. A l'altra banda del mur de Berlín, a l'Alemanya de l'Est, el moviment de skinheads havia desenvolupat dos estils diferents: un era més centrat en els estils de la moda juvenil rebel mentre que l'altre bàndol solia vestir-se amb roba normal i es concentrava més en l'activitat política. Aquests grups van ser infiltrats per agents de la Stasi i no van durar molt a l'Alemanya de l'Est. Després que un grup de skinheads va atacar un concert punk a Zion's Church el 1987, molts líders skinhead van fugir a l'Alemanya Occidental per evitar ser destinguts.

## "Conflicte" entre skinheads apolítics i skinheads polititzats

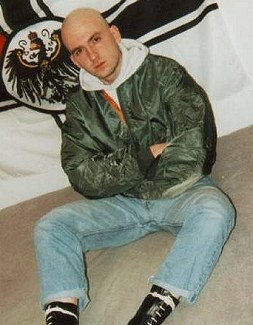
Skinhead neonazi

El fet que des dels anys 80 la política hagi entrat en el moviment ha causat múltiples discussions sobre quina posició s'hauria de prendre al respecte.
Normalment, la posició dels skinheads racistes i d'extrema dreta és descartada per la resta del món skinhead, ja que és contrària als orígens del moviment, malgrat que potser és la que ha estat més difosa en els mitjans de comunicació. La resta de postures poden ser classificades en tres: la postura apolítica, la postura limitada a l'antiracisme (representada per SHARP), i la postura d'extrema esquerra (RASH).

Els skinheads apolítics defensen l'autenticitat de la seva postura argumentant que els orígens del moviment són apolítics i que les postures polititzades només serveixen per dogmatitzar i manipular el moviment. Per la seva banda, els skinheads antiracistes i antifeixistes argumenten que l'antiracisme i l'antifeixisme són indispensables per la lluita per la veritable cultura skinhead i contra els "enemics del moviment", els skinheads racistes i d'extrema dreta, també anomenats boneheads (traduït com a caps buits). D'altra banda, els skinheads d'extrema esquerra argumenten que la seva postura política és una extensió necessària de la condició obrera del moviment skinhead.
Tant els skinheads exclusivament antiracistes i antifeixistes com els d'extrema esquerra critiquen els skinheads apolítics per (suposadament) unir-se amb skinheads racistes i d'extrema dreta, només tenint en compte el fet que també són skinheads. D'altra banda, els skinheads apolítics defensen la seva postura no com una manca de morals o d'inclinació política d'àmbit personal, sinó com el fet de rebutjar qualsevol dogmatisme dins del moviment i mantenir la política com a decisió personal, de forma que és perfectament coherent que un skinhead apolític decideixi (personalment) no ajuntar-se ni amb skinheads d'extrema dreta ni d'extrema esquerra.